# Miniere della Sorna
Le miniere della Sorna, situate a 361 m s.l.m., si trovano in località Corné, una frazione di Brentonico.

## Storia
Il versante nord-orientale dell'Altopiano di Brentonico è stato fin dalla Preistoria e anche in epoca romana un caposaldo produttivo per le popolazioni locali, grazie alle sue risorse d'acqua. Sappiamo che nell'Alto Medioevo c'era ancora la presenza del castrum Brentonicum, distrutto dai Franchi nel 590 e sappiamo anche che nell'845 c'erano dei possedimenti dei Monaci di Santa Maria in Organo a Verona. L'occupazione intensiva della Valle della Sorna, avvenuta a partire dai secoli XI-XII, in concomitanza con la bonifica della montagna, sottolinea l'importanza delle miniere che cominciano a essere note per l'estrazione di materiali ferrosi come la lignite. Sempre nello stesso periodo, nella Valle della Sorna erano elencati una quindicina di castelli, sotto la giurisdizione del vescovo di Verona (fino al 1786) e in parte del Principato vescovile di Trento: attualmente restano tracce solo del castello di Dosso Maggiore e del castello di Sajori. Nel secolo successivo, quindi nel XIV secolo, il territorio venne sottoposto al dominio della famiglia dei Castelbarco. 

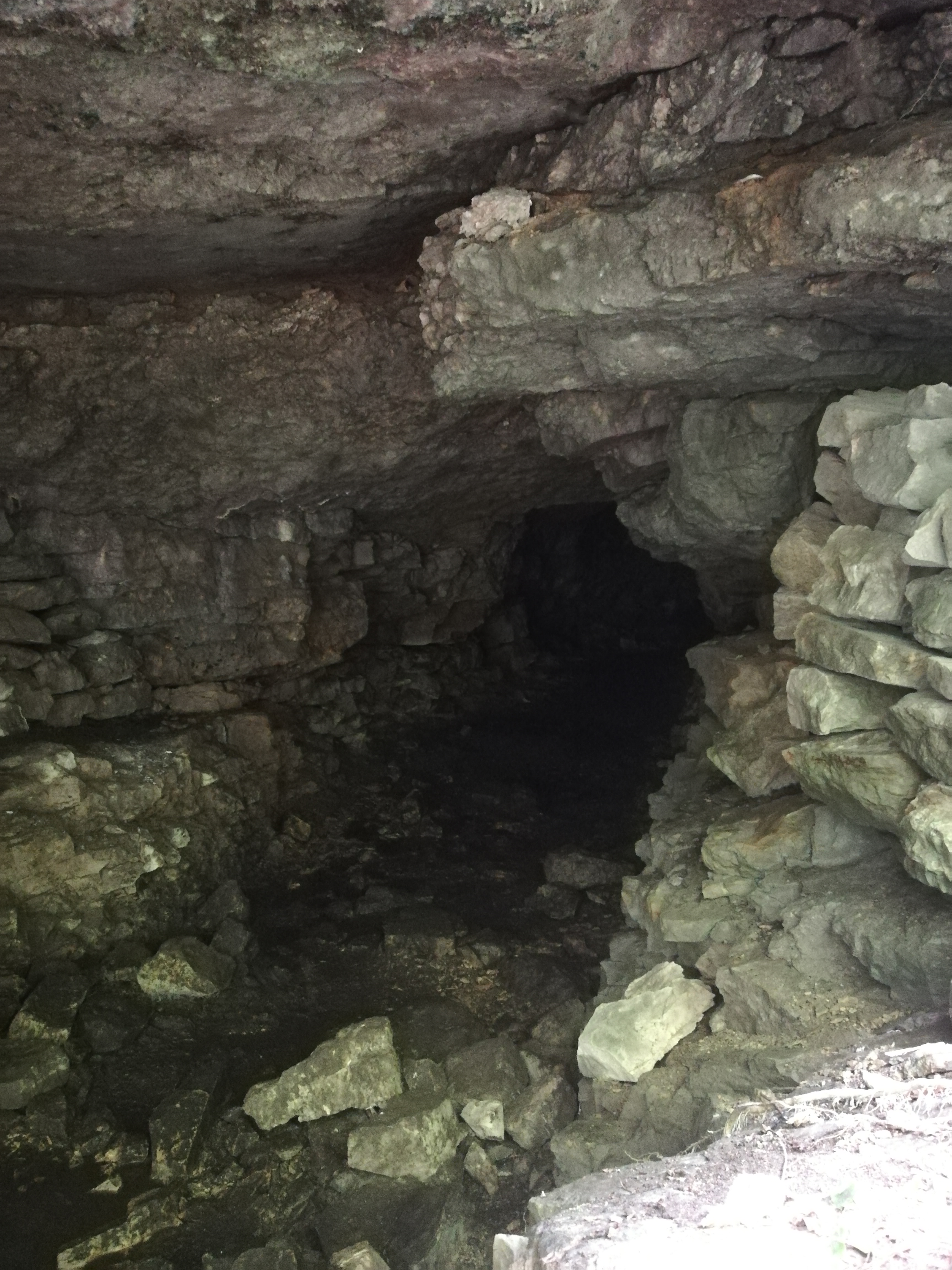
Interno delle miniere

Il testamento di Azzone di Castelbarco (1411) attesta che il territorio cadde dapprima sotto il dominio della Repubblica Serenissima e poi sotto il dominio di Massimiliano I d'Asburgo. Nel 1532, il territorio di Brentonico tornò sotto la giurisdizione di Trento, assumendo il ruolo di sede giurisdizionale dei Quattro Vicariati. Successivamente sia la Valle della Sorna, che la città di Brentonico furono soggette a calamità naturali, basti ricordare la frana del 1648 che distrusse il paesello di Fano, e sia di attacchi militari, con la distruzione del castello di Dosso Maggiore avvenuta nel 1703 ad opera dei francesi. 
Solo nell'Ottocento nelle miniere, iniziarono le estrazioni di carbone, fonte di approvvigionamento per lo sviluppo economico della popolazione locale. Il carbone veniva trasportato attraverso le mulattiere, dirette verso i locali di stoccaggio. Uno di questi era situato presso la località Tragno, il cui nome compare nel Catasto Austriaco Trentino degli anni 1855-1860. Con lo scoppio della Prima Guerra Mondiale, la Valle della Sorna venne occupata dalle trincee e poi bombardata assieme ai villaggi vicini. Dopo la Seconda Guerra Mondiale, le attività agricole ed estrattive vennero pian piano abbandonate, in quanto il territorio iniziò a sviluppare il turismo sciistico.

## Contesto geomorfologico
Le Miniere della Sorna fanno parte dell'Altopiano di Brentonico, nella successione sedimentaria compresa tra i terreni del Triassico Superiore (Dolomia Principale) e quelli dell'Oligocene, con una significativa quantità di vulcaniti eoceniche. Tutto questo ha portato alla formazione di idrossidi di ferro e terre verdi (tra cui il "Verde Brentonico") dovute all'alterazione dei silicati primari, ricchi di ferro e magnesio. In queste miniere, abbiamo una prevalenza di rocce basaltiche come la "Oolite di San Vigilio" e una piccola parte di calcari grigi (tra i quali spicca la lignite), appartenenti alla Formazione di Rotzo.

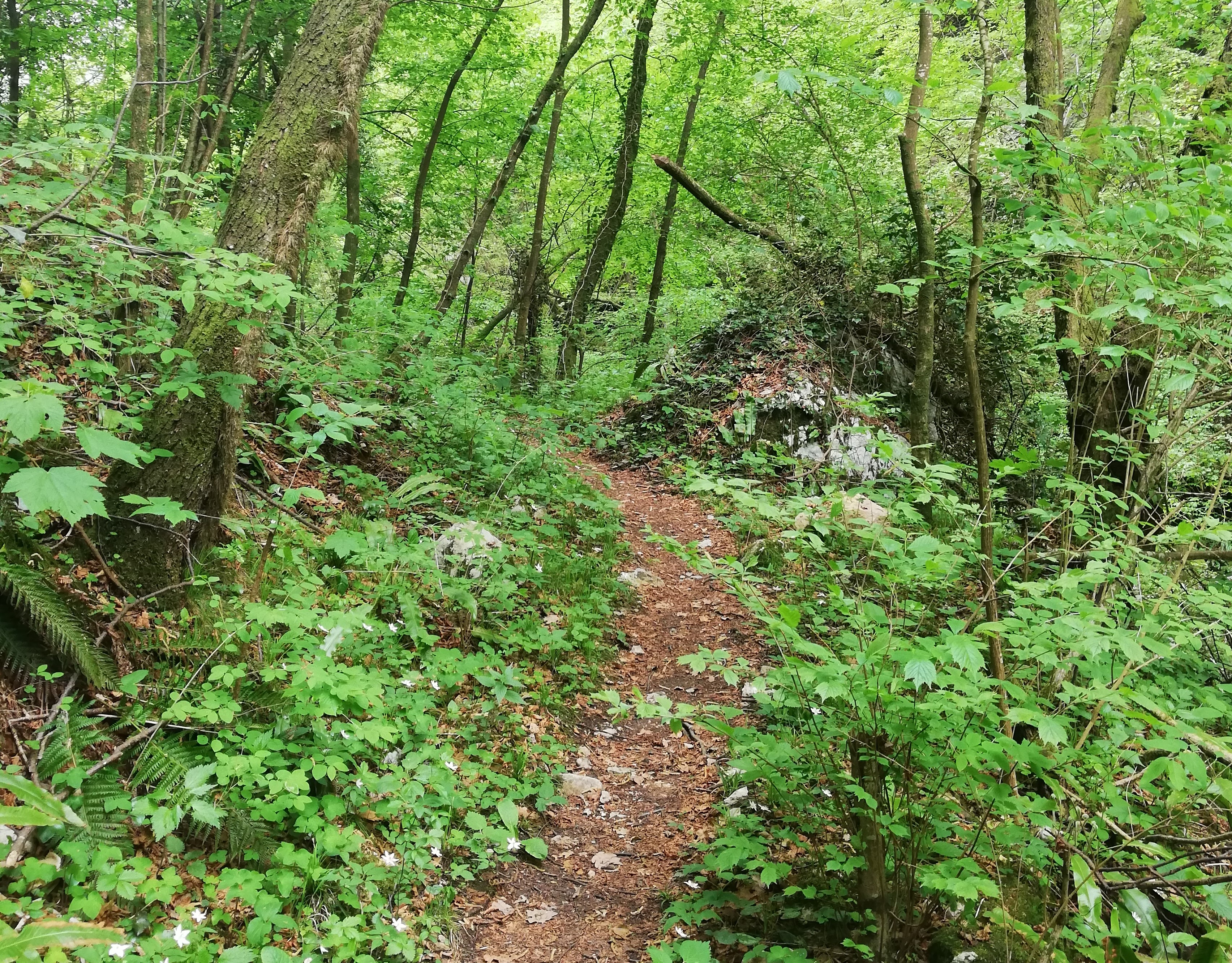
Il sentiero allo stato attuale

## Descrizione
Le miniere prendono il nome dall'omonimo torrente che scorre presso il famoso Canyon (Val de la Sórna), il quale si estende in senso longitudinale inglobando tutte le frazioni ad eccezione di Castione. Esse s'incontrano nel Sentiero della Sorna che collega, con una serie di percorsi, le frazioni di Corné e Cazzano. Procedendo dal Pont del Diaol, il sito si trova alla sinistra orografica del torrente ed è accessibile attraverso scale in ferro attrezzate. Dalle miniere si può arrivare a Tragno e Chizzola, tramite il ponte e il Senter dei Aseni, chiamato così perché attraversato in passato dalle mulattiere che trasportavano carichi di materiali fino ai luoghi di smistamento.